# DN2B
DN2B este un drum național din România care leagă orașele Buzău și Galați. Drumul pornește din DN2 din localitatea Spătaru, la 8 km de Buzău, trecând prin zona industrială a acestui oraș și îndreptându-se spre est. Șoseaua ocolește orașul Brăila, trece Siretul și ajunge în Galați. După ieșirea din Galați, DN2B se îndreaptă spre granița cu Republica Moldova, legându-se în zona Giurgiulești de drumul M3 din Republica Moldova, prin intermediul podului rutier Galați–Giurgiulești.